# Толстянка Хелмса
Толстя́нка Хе́лмса (лат. Crássula hélmsii) — водное травянистое растение рода Толстянка (Crassula) семейства Толстянковые (Crassulaceae).
Происходит из Австралии и Новой Зеландии, в настоящее время распространяется в Европе и США, зачастую являясь инвазивным видом.

## Название
Родовое латинское название Crassula происходит от латинского слова crassus, — «толстый», в основном из-за присутствия у растений этого рода сочных листьев.
Видовой латинский эпитет helmsii, возможно происходит от имени Ричарда Хелмса (англ. Richard Helms, 1842–1914), работавшего в Департаменте сельского хозяйства в Сиднее, Австралия.

## Ботаническое описание
Водное или полуназемное многолетнее травянистое суккулентное растение с круглыми стеблями толщиной 1 мм и длиной 10–130 см, которые могут стелиться или плавать. Это растение способно принимать несколько форм роста: оно может быть погруженным в воду на глубину до 3 м, надводным или полуназемным на влажной почве. Погруженная форма вырастает из прикорневой розетки с прочно закрепленными корнями и может достигать высоты до 1,3 м. Надводная форма характеризуется короткими, плотно упакованными стеблями в воде глубиной менее 0,6 м. Полуназемная форма имеет ползучие или прямостоячие стебли с желтовато-зелеными воздушными листьями.

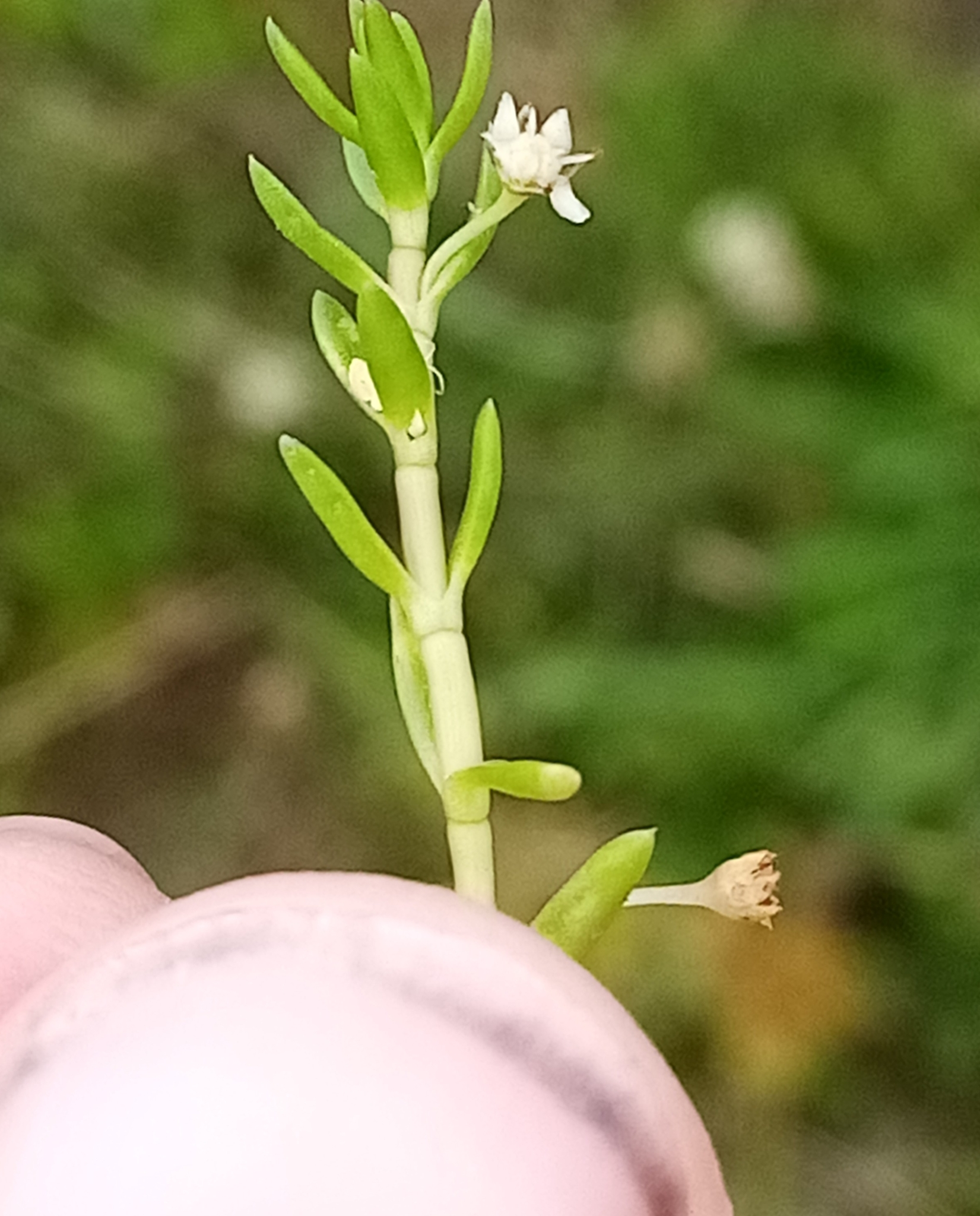
Стебель

Листья сочные, линейные или узко-овальные, расположены противостоящими, сидячими, длиной 4–24 мм и шириной 0,7–1,6 мм. Цветки четырехлепестковые, белые, иногда розовые, с диаметром 3-3,5 мм, размещаются поодиночке на цветоножках в пазухах листьев. Плоды содержат 2–5 гладких эллиптических семян длиной 0,5 мм.

## Распространение и экология
Crassula helmsii встречается в различных регионах Новой Зеландии и Австралии, включая территории Нового Южного Уэльса, Южной Австралии, Тасмании, Виктории и Западной Австралии. В естественной среде иногда наблюдаются случаи, когда Crassula helmsii становится проблемным видом. В Новой Зеландии он редко встречается в дикой природе и известен только на западном побережье Южного острова от Карамеи на юг до Хааста. Рэндалл (1999) также утверждает, что Crassula helmsii является родным для Папуа-Новой Гвинеи.

### Интродукция
В настоящее время Crassula helmsii натурализован в нескольких регионах Европы, включая Великобританию, Германию, Бельгию, Ирландию, Нидерланды, Данию, Францию, Испанию, Италию, Австрию и Байкальский регион России. Сообщается, что Crassula helmsii присутствует в Португалии; однако позднее это утверждение было признано недействительным. Существуют отчеты о наличии Crassula helmsii во Флориде и Северной Каролине на юго-востоке США, однако степень распространения и текущий статус этих популяций остаются неизвестными.
Crassula helmsii был впервые обнаружен в Германии в 1981 году и распространился во многих частях страны, включая Гамбург, Ганновер, Шлезвиг. В Бельгии Crassula helmsii был впервые зарегистрирован в 1982 году и описан как местный вид. В Северной Ирландии Crassula helmsii был обнаружен впервые в 1984 году в водоеме в Госфорде. В Ирландии Crassula helmsii имеет относительно ограниченное распространение по сравнению с Англией и Уэльсом. В Нидерландах Crassula helmsii впервые был обнаружен в 1995 году в заповеднике недалеко от Бреды, а также обнаружены локализованные популяции в прудах в провинциях Северный Брабант и Зеландия. В Дании Crassula helmsii был впервые обнаружен в 2003 году, где частота инвазийных участков оценивается как низкая.
Crassula helmsii был зарегистрирован в Испании, но его присутствие как инвазивного вида не сообщалось. Сообщения о встречах Crassula helmsii в Португалии признаны недействительными. Локализованные популяции Crassula helmsii растут в нескольких прудах в районе Триеста в Италии. Также сообщалось о наличии Crassula helmsii во Франции и Австрии. Crassula helmsii отмечен как редкое растение, встречающееся в Прибайкалье России. Также сообщается о встречах Crassula helmsii во Флориде и Северной Каролине; однако путь введения и текущий статус этих популяций остаются неизвестными.

## Экология

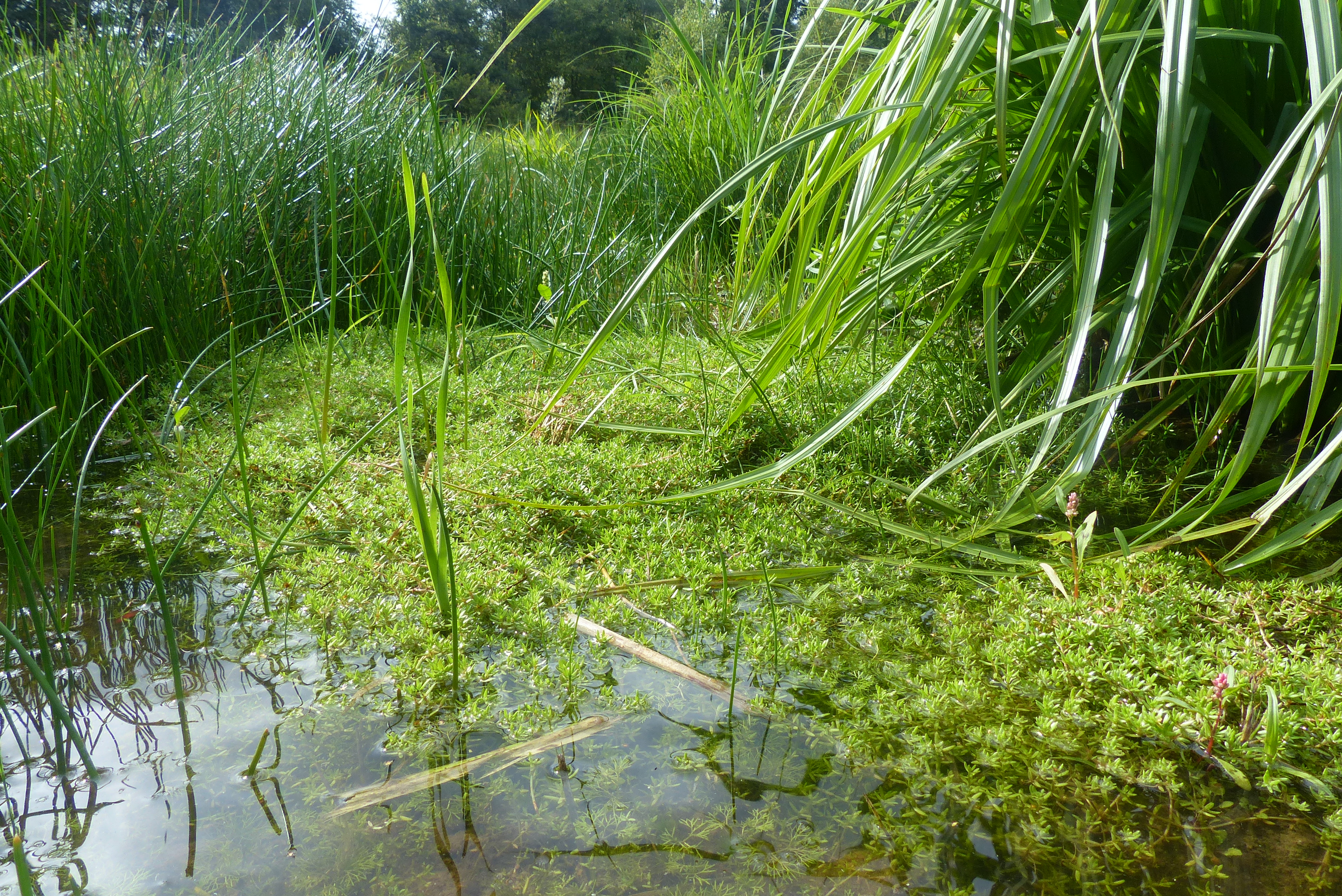
Инвазионный вид

Crassula helmsii — водное растение, способное принимать различные формы роста в зависимости от окружающих условий и функционировать как подводный, надводный или полуназемный вид. Это растение способно образовывать плотные заросли с покрытием 100%, что приводит к многочисленным негативным последствиям для экосистемы и экономики. Включая вытеснение местных растений, снижение биоразнообразия, ухудшение качества воды и водоотвода, ограничение рекреационной деятельности и ухудшение эстетического состояния водоемов. Борьба с Crassula helmsii крайне трудоемка и затратна, а его способность к вегетативному размножению из мелких фрагментов ускоряет его распространение на новые территории. Распространение Crassula helmsii через аквариумную торговлю и аквасады может играть значительную роль в его передаче. Кроме того, транспортировка растения на рекреационном оборудовании или животных также может способствовать его распространению между водоемами. Crassula helmsii происходит из Австралии и Новой Зеландии и стал экзотическим инвазивным видом во многих регионах Европы, особенно в Великобритании. Оно признано как вредное растение во Флориде и Северной Каролине, хотя статус его популяций в этих штатах неизвестен. Также оно признано как токсичное растение в Нью-Гемпшире и Вашингтоне и запрещено в Миннесоте и Висконсине, но его наличие там не подтверждено.
Это растение очень популярно для аквариумов и водных садов, а доступность через Интернет и почту позволяет ему распространяться по всему миру. Кроме того, Crassula helmsii часто попадает как «загрязнитель» или «пассажир» вместе с другими видами, заказанными через каталоги водных садов. Crassula helmsii иногда ускользает из-под контроля и намеренно или случайно попадает за пределы своего естественного ареала. Это высококонкурентное растение, способное к быстрому росту и распространению. В регионах, куда оно было завезено, оно часто становится доминирующим видом растений, вытесняя местные виды и создавая проблемы для других экосистем.
Crassula helmsii тесно связан с Crassula aquatica, хотя эти два вида можно отличить по размеру и положению цветков.

## Таксономия

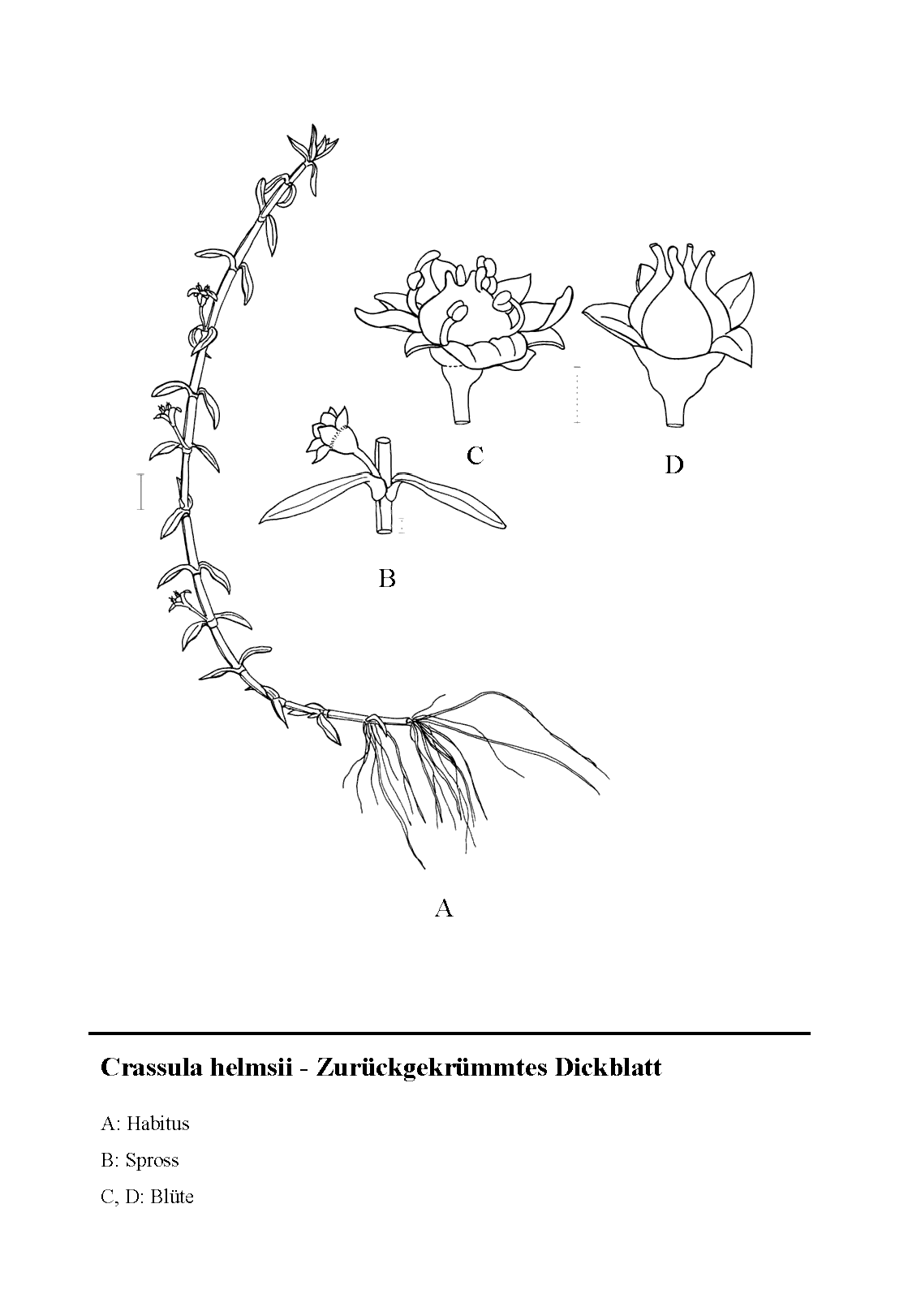
Ботаническая иллюстрация

Crassula helmsii изначально была классифицирована как Bulliarda recurva Hook.f. в 1847 году, затем переименована в Tillaea recurva Hook.f. в 1857 году. Также был предложен Crassula recurva (Hook.f.) Ostenf. как правильный номенклатурный вариант. В 1899 году таксономия была изменена на Tillaea helmsii Kirk, а затем окончательно на Crassula helmsii.
Crassula helmsii (Kirk) Cockayne, первое упоминание в Trans. & Proc. New Zealand Inst. 39: 349 (1907).

### Синонимы
Гомотипные (основанные на одном и том же номенклатурном типе):
- Tillaea helmsii Kirk, 1899basionym

Гетеротипные (основанные на разных номенклатурных типах):
- Bulliarda recurva Hook.f., 1847
- Crassula recurva (Hook.f.) Ostenf., 1918, nom. illeg.
- Tillaea recurva Hook.f., 1856
- Tillaea verticillaris Hook., 1840, nom. illeg.